# Azaria I (ormiański patriarcha Konstantynopola)
Azaria I (ur. 1563, zm. 2 czerwca 1601) – w latach 1591–1592 14. ormiański Patriarcha Konstantynopola.